# Cyril Northcote Parkinson
Cyril Northcote Parkinson (30. července 1909, Barnard Castle, hrabství Durham – 9. března 1993, Canterbury) byl britský důstojník, historik a spisovatel, autor knihy Zákony profesora Parkinsona, satirické analýzy moderní byrokracie a rozhodování v institucích.

## Životopis
Námořní historii vystudoval v Cambridge a v Londýně, kde roku 1935 obhájil práci o válce ve východních mořích v letech 1793–1815. Nastoupil do armády a současně pracoval v Cambridgi, učil na různých školách, v letech 1946 – 1949 na univerzitě v Liverpoolu a od roku 1950 v Singapore. Roku 1958 vydal knížku Zákony profesora Parkinsona, která ho okamžitě proslavila. Přednášel na několika amerických univerzitách a od roku 1961 žil jako spisovatel na ostrově Guernsey. Roku 1986 se odstěhoval do Canterbury, kde v roce 1993 zemřel.

## Dílo
Vytvořil rozsáhlé Dějiny Malajska a několik dalších prací o námořní historii, řadu historických románů, zejména z období napoleonských válek, a několik knih o managementu. Proslul svými satirickými eseji o iracionálním fungování státní byrokracie a byrokratickém rozhodování vůbec.

## Parkinsonovy zákony
„Parkinsonovým zákonem“ se obvykle rozumí první věta článku, který vyšel roku 1955 v časopise Economist:
„Každá práce trvá tak dlouho, kolik je na ni k dispozici času“.
On sám však v knize jako „zákon“ označuje to, že počet úředníků roste nezávisle na objemu jejich úkolů. Dokládá to růstem počtu úředníků britských koloniálních úřadů v době, kdy se britská říše rozpadala, nebo růstem počtu admirálů v době, kdy se britské námořnictvo redukovalo. „Británie má víc admirálů než lodí.“ Počet úředníků roste o 5 až 7 % ročně, bez ohledu na to, kolik práce mají vykonat. Vysvětluje to působením dvou sil:
1. Úředník stoupá v kariéře, jak přibývá jeho podřízených.
2. Každý úředník přidělává práci ostatním.

Dále rozvinul novou vědu, kterou nazval „komitologie“ – nauka o činnosti komitétů a vlád. Historická zkušenost říká, že čím více lidí se podílí na rozhodování, tím nesmyslnější jsou jejich rozhodnutí a zformuloval vzorec pro nekompetentnost, kde hlavní proměnnou je počet účastníků schůze. Jak roste počet ministrů, klesá schopnost vlády rozumně rozhodovat, a při počtu „někde mezi 19,9 a 22,4“ schopnost rozhodovat zcela mizí.
Otázce, kterou je třeba rozhodnout, se věnuje tím víc času, čím menší je její význam: vláda diskutuje o stavbě kůlny déle než o miliardovém projektu (správní rada velké soukromé korporace rozhoduje o občerstvení za 5 dolarů na své příští schůzi půl hodiny, investici za miliardu dolarů schválí jednomyslně během tří minut). Důvod je v tom, že velké projekty jsou složité a nikdo se v nich nevyzná, kdežto k příslovečné „barvě kůlny“ se každý cítí kompetentní vyjádřit (popisuje známý psychologický jev: pět dolarů si umí představit ve své kapse každý člověk, zatímco miliardu dolarů nikdo v životě pohromadě neviděl).
Postupem času se tyto „zákony“ potvrdily i v jiných oblastech: tak objemy dat rostou v závislosti na kapacitě počítačů a obecně lze říci, že poptávka po nějaké komoditě roste úměrně k její nabídce. Jeho knížka je humoristická a neopírá se vždy o přesná data, nicméně přesně vystihla určitý jev, typický pro moderní společnosti.